# Сава Чалий
Са́ва Іванович Ча́лий (пом. 1741 / 5 січня 1742) — український військовик, козацький сотник, полковник, полковник війська на службі Речі Посполитої, надвірний старшина Потоцьких. Родом з містечка Комаргорода на Вінниччині. Один з ватажків гайдамаків.

## Життєпис

### Походження
Син Івана Дмитровича Чалого (Сірка). Дума про Саву Чалого свідчить про те, що він був сином кошового Чалого (чалий — кінь сірої масті, у народі — Сірко).
Володимир Антонович вказував на його походження з міщан Комаргородка (тепер село Комаргород) Ямпільського повіту. А. Ю. Роллє вказував на походження з села Молокишу над Дністром (тепер Рибницький район, Молдова), яке належало князю Єжи Любомирському. Служив у надвірній міліції князя під командуванням Михайла (Міхала) Рогуського — губернатора маєтків цього князя, який резидував у Рашкові. Розходження походять від свідчень пійманого гайдамаки Андрія Суляка (серед повстанців Верлана), який вказав на двох Сав: один — поручник з Молокишу (версія Роллє), другий — сотник з Комаргородка. Слушність слід визнати за В.Антоновичем, бо в актах тільки сотник з Комаргородка писався Чалий.

### Подальші роки
Перебував якийсь час на Запорозькій Січі, згодом служив сотником надвірного загону у польських князів Четвертинських.
1734 року брав участь у повстанні гайдамаків на боці сотника (або полковника) Верлана. В Умані склав присягу на вірність Московії в особі полковника Полановского, який був висланий на Поділля для підтримки кандидатури на трон Речі Посполитої Августа ІІІ. На чолі сотні взяв міста Шаргород, Стіну (пол. Ścianę), в яких забрав майно. В Могилеві забрав майно у грецьких купців, які везли товар до Києва, за їх розповіддю полковнику російському фон Фрайденту був арештований, посаджений до тюрми у Білій Церкві, звідки втік на Запоріжжя. На Запоріжжі отримав підтримку полковника Василя Пхайка, сформував новий відділ гайдамаків. Згідно скарги до гродського суду князя Ро(у)жинського, з ним брав участь в нападі на Паволоч та Смілу восени 1736 року. Це не завадило невдовзі разом з загоном стати на службу до регіментара Малинського, який мав охороняти Придніпров'я від гайдамаків.
Після придушення повстання знову перейшов на польський бік, став на службу маґнатів Потоцьких як полковник на службі Р. Посполитій. Амністію отримав за згодою великого коронного гетьмана Юзефа Потоцького. В грудні 1736 року брав участь у виправі Милинського проти загону Медвідя, відзначився в сутичці під Боровицею. В 1737 році отримав самостійну місію охорони прикордоння над Тясьмином. Не обмежувався пасивним вичікуванням, доходив до Кодака, Чорного Лісу. Після ліквідації наприкінці 1738 року надвірної міліції через брак фундушів Ю.Потоцький взяв його до себе на приватну службу до надвірного війська. Мав наглядати за безпекою Немирівського ключа, отримав у доживоття села Рубань, Степашки (в ньому заклав двір, завів стадо коней).
В 1740 році виправився на Запоріжжя, зруйнував сторожу над Богом, розігнав варту, пограбував сусідні хутори, спалив церкву. Козаки заприсяглись помститись. Вночі на Різдво (православне) 5 січня 1742 року гайдамаки загону Гната Голого напали на двір у Степашках, вбили Саву Чалого, спалили маєток; шкоду оцінили у 80 тис. золотих польських. Дружина з немовлям втекла при допомозі служби.

## Сім'я
Дружина — Аполлонія. Вдруге вийшла заміж за Вічфіньского — ловчого перемиського (запис в книгах індуктів Вінниці за 14 серпня 1753 року).
Сином Сави Чалого був Юзеф Сава-Цалінський — маршалок вишогродський Барської конфедерації.

## Згадки в літературі
Сам Сава Чалий є героєм «Думи про Саву», записаної Оскаром Кольбергом.
Постать Чалого стала сюжетом трагедії Івана Карпенка-Карого «Сава Чалий» (1899) та однойменної історичної драми Миколи Костомарова (1838).
Сюжетом оповідання «Приборканий гайдамака» В.Домонтовича стала служба Сави Чалого у Пилипа Орлика.